# هیدروژن پتاسیم ای‌تی‌پی‌آز
هیدروژن پتاسیم ای‌تی‌پی‌آز (به انگلیسی: Hydrogen potassium ATPase) معده، همچنین به عنوان H+/K+ ATPase شناخته می شود، آنزیمی است که برای اسیدی کردن معده عمل می کند. این آنزیم یکی از ATPaseهای نوع P است که به دلیل دو حالت آن به عنوان E1-E2 ATPases نیز شناخته می شود.

## همچنین ببینید
- الکترون حلال‌پوشیده